# Cimón Coalemo
Cimón Coalemo (en griego antiguo Κίμων Κοάλεμος, Kìmon Koàlemos) fue un auriga olímpico del s. VI a. C..

## Biografía
Cimón, llamado Coalemo (en griego antiguo Κοάλεμος, Koàlemos, pecho), hijo de Stesagoras, era miembro del clan ateniense de los filaidas, hermanastro de Milcíades el Viejo y padre de Stesagoras, ambos tiranos del Quersoneso tracio (península de Galípoli).
Cimón era un conocido organizador de carreras de carros, ganando tres veces consecutivas la carrera de carros, una de las competiciones más importantes de los Juegos Olímpicos en la Antigüedad. De hecho, el reconocimiento de la victoria en la carrera se le daba al organizador del equipo, que financiaba el carro, criaba los caballos y contrataba al auriga.
Desterrado de Atenas por razones políticas, Cimón fue perdonado y llamado a su patria por el tirano Pisístrato ya que le había dedicado su segunda victoria en los Juegos Olímpicos, pero cuando, cuatro años después, volvió a ganar la carrera de carros, los hijos del tirano, Hipias e Hiparco, lo asesinaron en una emboscada nocturna.
Se sabe por Heródoto que Cimón Coalemo fue enterrado junto a un camino a las afueras de Atenas, cerca de varias de sus yeguas que habían ganado los tres premios olímpicos.
Cimón Coalemo fue el padre de Milcíades el Joven y el abuelo de Cimon, dos de los más importantes estrategas de Atenas.